# Jon Favreau

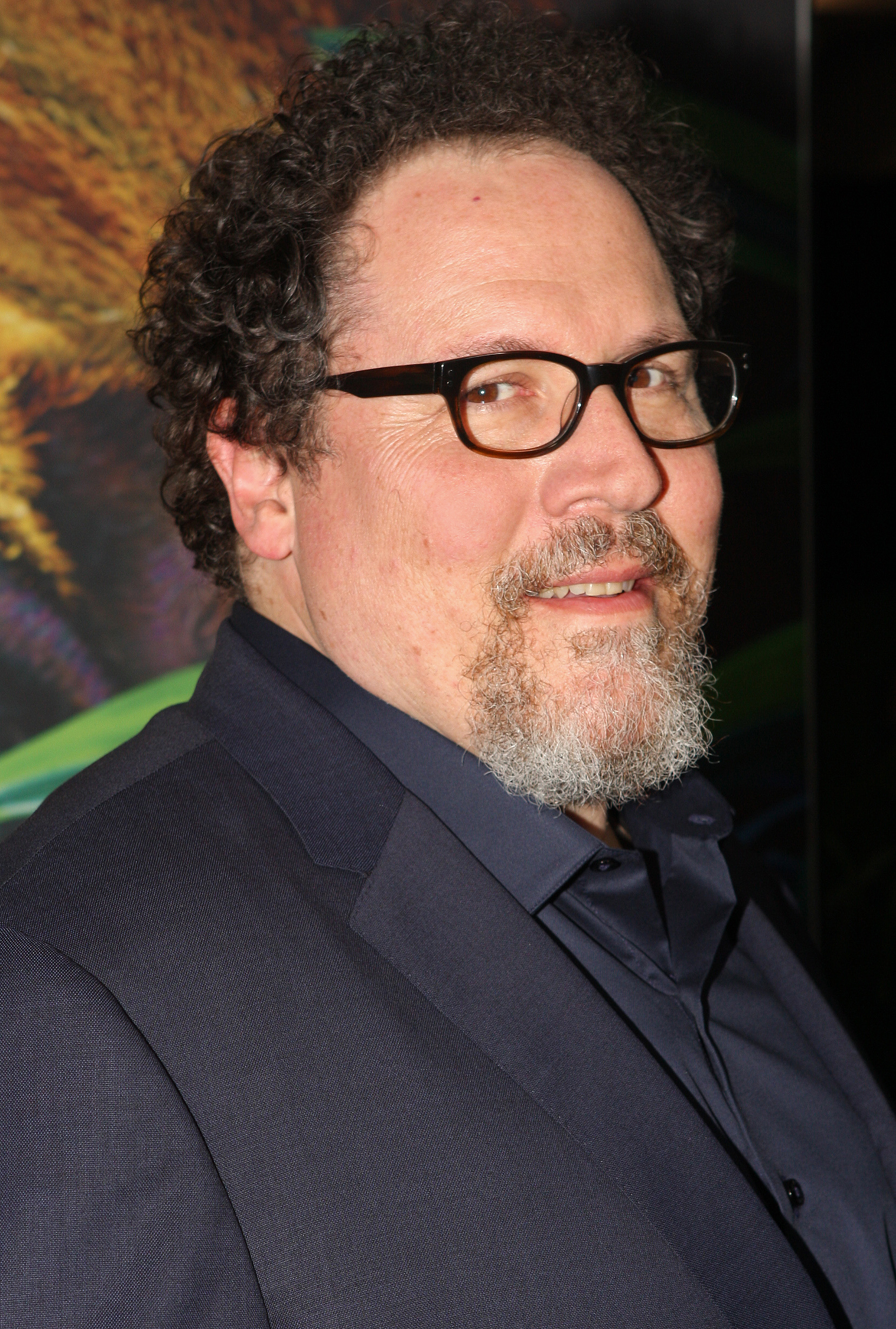
Jon Favreau auf der Premiere seines Films The Jungle Book in Sydney 2016

Jonathan „Jon“ Favreau (* 19. Oktober 1966 in Queens, New York City) ist ein US-amerikanischer Schauspieler, Produzent und Regisseur.

## Leben und Werk
Jon Favreau besuchte die Bronx High School of Science und anschließend das Queens College. Nach dem Studium arbeitete Favreau an der Wall Street, bevor er beschloss, in Chicago als Stand-up-Comedian sein Geld zu verdienen. Dort schloss er sich der Comedygruppe ImprovOlympic an, zu der auch Chris Farley und Mike Myers gehörten.
Seine erste größere Filmrolle hatte er 1993 in Touchdown – Sein Ziel ist der Sieg. Ein Jahr später spielte er an der Seite von Jeremy Piven in der Komödie PCU mit. Nach den Dreharbeiten zu Mrs. Parker und ihr lasterhafter Kreis ging Jon Favreau nach Los Angeles. Dort schrieb er das Drehbuch zu Swingers. Der 1996 veröffentlichte Film brachte ihm und Regisseur Doug Liman den Florida Film Critics Circle Award als Bester Newcomer. Des Weiteren schaffte auch Jons Freund Vince Vaughn mit Swingers den Durchbruch.
Nach Auftritten in Deep Impact, Very Bad Things, Daredevil und Helden aus der zweiten Reihe widmete sich Jon Favreau in den folgenden Jahren der Regiearbeit. 2001 drehte er mit Vince Vaughn Made. 2003 führte er Regie bei der Will-Ferrell-Komödie Buddy – Der Weihnachtself und zwei Jahre später beim Jumanji-Nachfolger Zathura – Ein Abenteuer im Weltraum. Bei der Mehrzahl seiner Filme arbeitete er mit dem Filmeditor Dan Lebental zusammen.
Als Produzent von Dinner for Five wurde er 2005 für einen Emmy nominiert. Als Schauspieler war er 2006 in der Komödie Trennung mit Hindernissen (The Break-Up) mit Vince Vaughn zu sehen. Unter seiner Regie entstanden die Comic-Verfilmungen Iron Man und Iron Man 2. In beiden spielte Favreau die Rolle von Tony Starks Leibwächter und Chauffeur Happy Hogan. Der Erfolg der beiden Produktionen legte die Grundlage für die bis heute andauernde Entwicklung des sogenannten Marvel Cinematic Universe. Auch im dritten Teil der Reihe ist er in dieser Rolle zu sehen, die Regie allerdings übernahm Shane Black. Im Jahr 2013 spielte er an der Seite von Leonardo DiCaprio eine Nebenrolle im Kinofilm The Wolf of Wall Street.
Als Regisseur verantwortete er in der Folgezeit wiederholt Big-Budget-Projekte bei Disney. So entstand ab 2014 unter Favreaus Regie eine Neuverfilmung des Disney-Klassikers Das Dschungelbuch, in welcher durch aufwändige CGI- und Motion-Capture-Technik den echt aussehenden Tieren Leben eingehaucht wurde. Der Film entwickelte sich unter dem Titel The Jungle Book 2016 an den Kinokassen zum finanziellen Erfolg und wurde von den Filmkritikern äußerst gelobt. 2017 wurde er in der Kategorie Beste visuelle Effekte mit dem Oscar ausgezeichnet. Anschließend betraute Disney Favreau mit der Realisierung einer Neuverfilmung des alten Erfolgsfilms Der König der Löwen, bei welcher dieselben Entwicklungstechniken wie zuvor bei The Jungle Book in verstärktem Maße angewandt und zum Teil verfeinert wurden. Das Remake wurde 2019 unter gleichlautendem Titel in die Kinos gebracht, avancierte mit einem Einspielergebnis von 1,656 Milliarden US-Dollar finanziell zum zweiterfolgreichsten Film des Kinojahres 2019 und erhielt eine Oscar-Nominierung in der Kategorie Beste visuelle Effekte.
Zuletzt fungierte Favreau maßgeblich als Drehbuchautor und Executive Producer bei der Entwicklung der Star-Wars-Serie The Mandalorian, die seit November 2019 ausgestrahlt wird. Außerdem entwickelte er die Serie Das Buch von Boba Fett. An Star Wars: Skeleton Crew, die seit Dezember 2024 ausgestrahlt wird, ist er als ausführender Produzent beteiligt. Als Schauspieler war er in weiteren Filmen aus dem Marvel Cinematic Universe zu sehen.
Mit seiner Frau hat er einen Sohn (* 2001) und zwei Töchter (* 2003, 2006).

## Filmografie (Auswahl)
als Regisseur
- 2001: Made

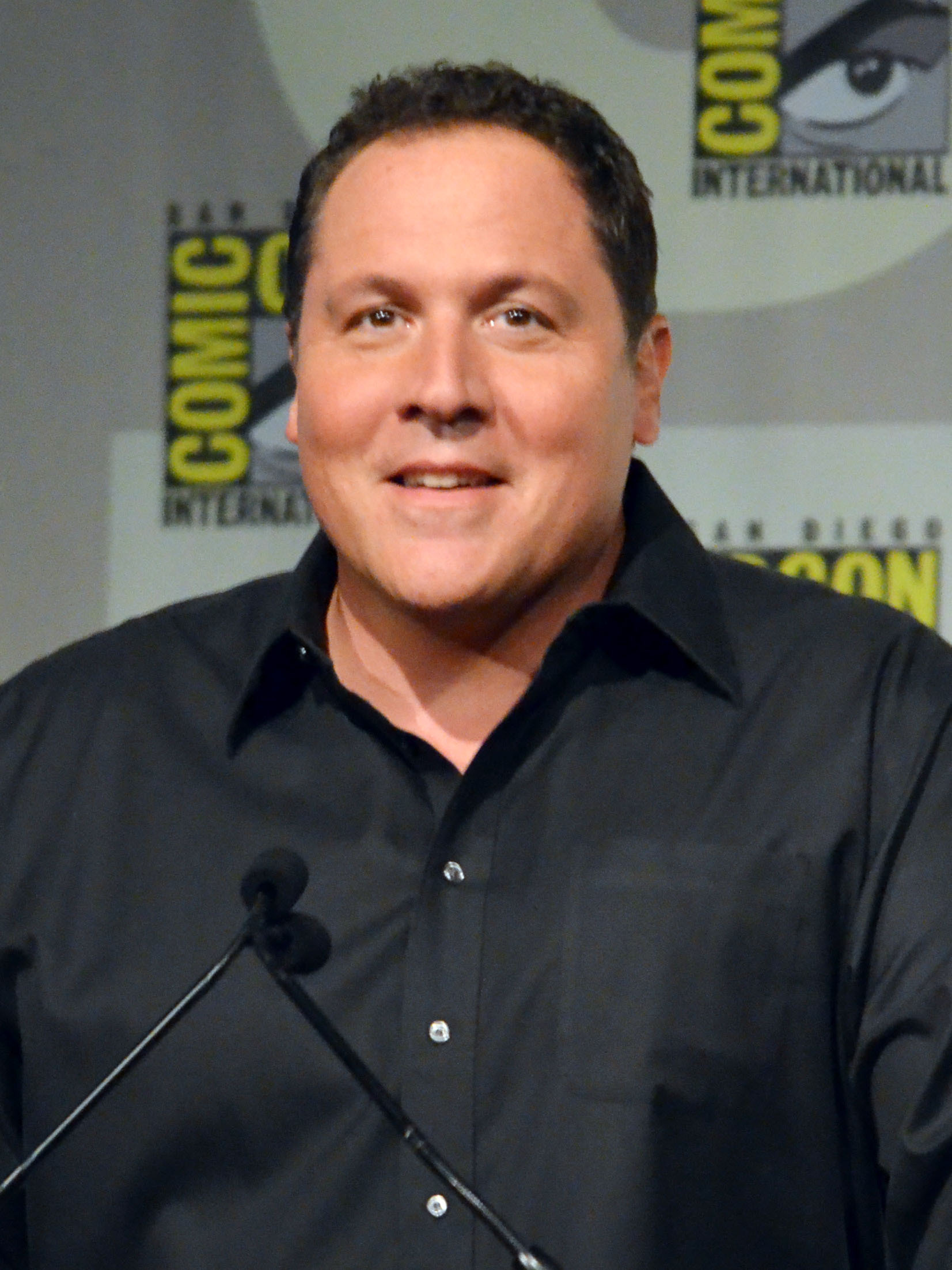
Jon Favreau, 2012

- 2003: Buddy – Der Weihnachtself (Elf)
- 2005: Zathura – Ein Abenteuer im Weltraum (Zathura)
- 2008: Iron Man
- 2010: Iron Man 2
- 2011: Cowboys & Aliens
- 2014: Kiss the Cook – So schmeckt das Leben! (Chef)
- 2016: The Jungle Book
- 2017: The Orville (Fernsehserie, eine Folge)
- 2017: Young Sheldon (Fernsehserie, eine Folge)
- 2019: Der König der Löwen (The Lion King)
- 2019–2020: The Chef Show (Dokumentarserie, 22 Folgen)
- 2020: The Mandalorian (Fernsehserie, Folge 2x01)

als Drehbuchautor
- 1996: Swingers
- 2001: Made
- 2002: Meine ersten zwanzig Millionen (The First $20 Million Is Always the Hardest)
- 2009: All Inclusive (Couples Retreat)
- 2014: Kiss the Cook – So schmeckt das Leben! (Chef)
- seit 2019: The Mandalorian (Fernsehserie)
- 2021–2022: Das Buch von Boba Fett (The Book of Boba Fett, Fernsehserie)

als Schauspieler
- 1993: Touchdown – Sein Ziel ist der Sieg (Rudy)
- 1996: Batman Forever
- 1996: Swingers
- 1996: Täter unbekannt (Persons Unknown)
- 1997: Friends (Fernsehserie, sechs Folgen)
- 1997: Dogtown
- 1998: Very Bad Things
- 1998: Deep Impact
- 1999: Rocky Marciano
- 2000: Helden aus der zweiten Reihe (The Replacements)
- 2000: Love & Sex
- 2000: Die Sopranos (The Sopranos, Fernsehserie, eine Folge)
- 2001: Made
- 2003: The Big Empty
- 2003: Daredevil
- 2003: Was das Herz begehrt (Something’s Gotta Give)
- 2004: Wimbledon – Spiel, Satz und … Liebe (Wimbledon)
- 2004: King of Queens (The King of Queens, Fernsehserie, eine Folge)
- 2006: My Name Is Earl (Fernsehserie, eine Folge)
- 2006: Monk (Fernsehserie, eine Folge)
- 2006: Trennung mit Hindernissen (The Break-Up)
- 2008: Iron Man
- 2008: Mein Schatz, unsere Familie und ich (Four Christmases)
- 2009: Trauzeuge gesucht! (I Love You, Man)
- 2009: All Inclusive (Couples Retreat)
- 2010: Iron Man 2
- 2012: Zeit zu leben (People Like Us)
- 2013: Voll abgezockt (Identity Thief)
- 2013: Iron Man 3
- 2013: The Wolf of Wall Street
- 2014: Kiss the Cook – So schmeckt das Leben! (Chef)
- 2015: Entourage
- 2016: Term Life – Mörderischer Wettlauf (Term Life)
- 2017: Spider-Man: Homecoming
- 2019: Avengers: Endgame
- 2019: Spider-Man: Far From Home
- 2021: Spider-Man: No Way Home
- 2024: Deadpool & Wolverine

als Synchronsprecher
- 2000: Captain Buzz Lightyear – Star Command (Buzz Lightyear of Star Command) als Crumford Lorak / Sträfling
- 2006: Jagdfieber (Open Season) als Reilly
- 2009: G-Force – Agenten mit Biss (G-Force) als Hurley
- 2010: Star Wars: The Clone Wars (Fernsehserie, 6 Folgen) als Pre Vizsla
- 2011: Der Zoowärter (Zookeeper) als Jerome, der Bär
- 2016: The Jungle Book als Zwergwildschwein
- 2018: Solo: A Star Wars Story als Rio Durant
- 2019, 2023: The Mandalorian als Paz Vizsla
- 2021, 2023: What If…? als Happy Hogan
- 2022: Das Buch von Boba Fett als Paz Vizsla

als Produzent
- 2001: Made
- 2014: Kiss the Cook – So schmeckt das Leben! (Chef)
- 2016: The Jungle Book
- 2019: Der König der Löwen (The Lion King)
- 2023: Ahsoka (Fernsehserie)